# Louvigny (Mosela)
Louvigny é uma comuna francesa na região administrativa de Grande Leste, no departamento de Mosela. Estende-se por uma área de 15,82 km². Em 2010 a comuna tinha 901 habitantes (densidade: 57 hab./km²).